# Batrisodes valentinei
Batrisodes valentinei är en skalbaggsart som beskrevs av Park 1951. Batrisodes valentinei ingår i släktet Batrisodes och familjen kortvingar. Inga underarter finns listade i Catalogue of Life.